# Isodontia longiventris
Isodontia longiventris är en biart som först beskrevs av De Saussure 1867.  Isodontia longiventris ingår i släktet Isodontia och familjen grävsteklar. Inga underarter finns listade i Catalogue of Life.